# Lilian Laslandes
Lilian Laslandes (Pauillac, 4 september 1971) is een voormalig Franse voetballer. De aanvaller was afkomstig uit de jeugdopleiding van AJ Auxerre maar heeft de meeste seizoenen gespeeld voor de profclub uit zijn geboorteregio, Girondins de Bordeaux. In 2008 zette hij een punt achter zijn carrière en ging sindsdien verder als handballer.

## Biografie
Opgegroeid in Pauillac, een aangrenzende gemeente van Bordeaux, begon Laslandes zijn voetbalcarrière bij AS Saint-Seurin in de Ligue 2. Op 20-jarige leeftijd kwam hij na een goed seizoen (10 doelpunten) in de belangstelling te staan van de grotere Franse clubs. Hoewel supporter van Girondins de Bordeaux maakte Laslandes de overstap naar AJ Auxerre om te spelen op het hoogste niveau in Frankrijk. Hij maakt zijn debuut in de Ligue 1 voor AJ Auxerre op 8 augustus 1992 in een uitwedstrijd tegen RC Lens. Vijf seizoenen maakt hij door bij de club van de legendarische Guy Roux waar hij een kampioenschap en twee bekers wint.
In 1997 komt dan toch zijn droom uit. Laslandes keert terug naar zijn geboorteregio en tekent een contract bij de Girondins de Bordeaux. In zijn eerste seizoen voor de Bordelais kroont Laslandes zich meteen tot topscorer (14 doelpunten) en wist zich zelf in de belangstelling te spelen voor het nationale Franse voetbalelftal. Coach Roger Lemerre laat Laslandes debuteren op 12 november 1997 in een interland tegen Schotland. Samen met zijn maatje in de aanval, Sylvain Wiltord, wordt het tweede seizoen nog succesvoller. Samen komen de twee aanvallers van Bordeaux tot 37 doelpunten en dragen daarbij voor een groot deel bij aan het landskampioenschap van de club in 1999.
Een vaste keus voor het Franse team is Laslandes nooit geworden. Ondanks dat hij meespeelde in de kwalificatiewedstrijden voor het
EK in 2000 was hij niet bij de uiteindelijke selectie gekomen. Na het vertrek van Wiltord in augustus 2000, ging het ook minder met de productiviteit van de aanvaller. De nieuwe sterspeler in het team was de Portugees Pedro Pauleta geworden. Laslandes besloot een nieuwe uitdaging aan te gaan en verhuisde naar Sunderland AFC in de Premier League. Zijn transfersom was 38 miljoen Franse frank, de een na hoogste transfersom ooit destijds voor de Engelse club betaald. Met hoge verwachtingen liep zijn eerste seizoen bij Sunderland AFC echter uit op een mislukking en Laslandes kon niet wennen aan het Engelse voetbal. Een huurperiode aan het Duitse FC Köln verliep nog minder en Laslandes was blij dat hem in 2002 de kans was geboden om terug te keren naar Frankrijk. SC Bastia huurde hem voor een seizoen van Sunderland en Laslandes fleurde weer helemaal op getuige zijn acht doelpunten voor de Corsicaanse club. Laslandes was aanvoerder en topscorer van de club.
| Interlands van Lilian Laslandes voor Frankrijk | Interlands van Lilian Laslandes voor Frankrijk | Interlands van Lilian Laslandes voor Frankrijk | Interlands van Lilian Laslandes voor Frankrijk | Interlands van Lilian Laslandes voor Frankrijk | Interlands van Lilian Laslandes voor Frankrijk |
| №                                              | Datum                                          | Wedstrijd                                      | Uitslag                                        | Competitie                                     | Goals                                          |
| ---------------------------------------------- | ---------------------------------------------- | ---------------------------------------------- | ---------------------------------------------- | ---------------------------------------------- | ---------------------------------------------- |
| 1                                              | 12.11.1997                                     | Frankrijk – Schotland                          | 2–1                                            | Vriendschappelijk                              |                                                |
| 2                                              | 19.08.1998                                     | Oostenrijk – Frankrijk                         | 2–2                                            | Vriendschappelijk                              | Goal                                           |
| 3                                              | 05.09.1998                                     | IJsland – Frankrijk                            | 1–1                                            | EK-kwalificatie                                |                                                |
| 4                                              | 18.08.1999                                     | Noord-Ierland – Frankrijk                      | 0–1                                            | Vriendschappelijk                              | Goal                                           |
| 5                                              | 04.09.1999                                     | Oekraïne – Frankrijk                           | 0–0                                            | EK-kwalificatie                                |                                                |
| 6                                              | 08.09.1999                                     | Armenië – Frankrijk                            | 2–3                                            | EK-kwalificatie                                | Goal                                           |
| 7                                              | 09.10.1999                                     | Frankrijk – IJsland                            | 3–2                                            | EK-kwalificatie                                |                                                |

Het contract liep af bij Sunderland en Laslandes tekende bij OGC Nice een 1-jarig contract tot juni 2004. Zijn oude club Girondins de Bordeaux deed het seizoen erna weer een beroep op Laslandes. Het vertrek van Pauleta had een dip gegeven aan het hele team waarbij een ervaren aanvaller zoals Laslandes erg gewenst was. Hij speelde daarna nog 2,5 seizoenen voor de Bordelais. In de winter van 2006 ging hij wederom een oude club helpen. OGC Nice werd met degradatie bedreigt uit de Ligue 1 en Laslandes wilde graag helpen om dat te voorkomen. Hij tekende voor een half seizoen met een optie voor nog een seizoen wanneer de club op het hoogste niveau bleef. De doelstelling werd gehaald en zo was Laslandes in de nadagen van zijn carrière tot de zomer van 2008 nog actief in de Côte d'Azur. Na zijn vertrek bij Nice kreeg Laslandes een aanbod uit Qatar, maar de voetballer koos voor een carrièreswitch en ging verder als handballer bij Girondins de Bordeaux HBC, de handbaltak van de sportclub waar hij al eerder twee perioden heeft gevoetbald. Hier zal hij als bescheiden handballer gaan spelen op een regionaal niveau.

## Erelijst
- Winnaar Coupe de France (AJ Auxerre): 1994 en 1996
- Landskampioen Ligue 1 (AJ Auxerre): 1996
- Landskampioen Ligue 1 (Bordeaux): 1999
- Vice-kampioen Ligue 1 (Bordeaux): 2006
- Finalist Coupe de la Ligue (Bordeaux): 1998